# Mszał Hrvoja

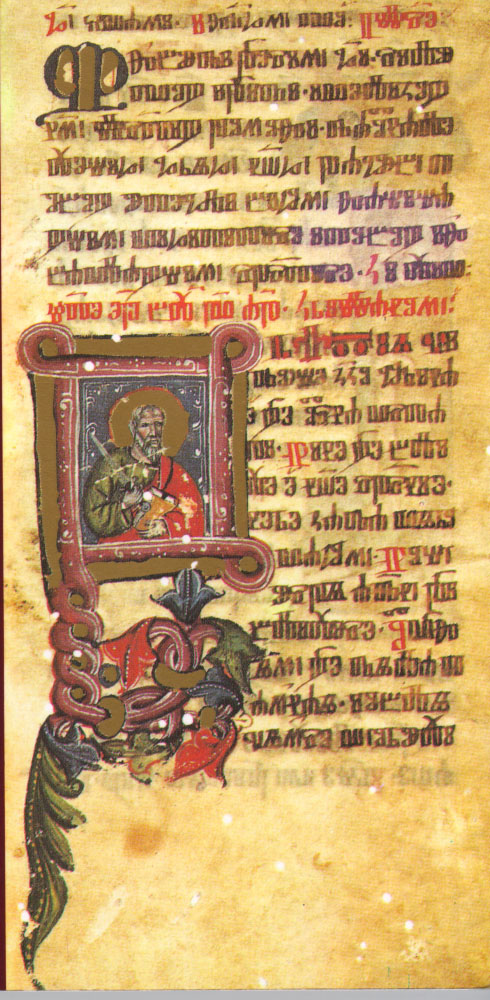
Karta z Mszału Hrvoja

Mszał Hrvoja – bogato iluminowany rękopiśmienny mszał głagolicki z początku XV wieku, wykonany dla bośniackiego księcia Hrvoje Vukčića Hrvatinića.
Manuskrypt zawiera 247 pergaminowych kart. Datowany jest na ok. 1403–1404 rok. Spisany został przez skrybę imieniem Butko, przypuszczalnie na obszarze północnej Dalmacji. W warstwie językowej zawiera wyraźny wpływ lokalnych dialektów chorwackich. Manuskrypt zdobi 96 miniatur oraz 380 ozdobnych inicjałów. Iluminacje księgi zostały wykonane przez lokalnych artystów, widoczny jest w nich jednak wyraźny wpływ ówczesnego malarstwa italskiego.
Jakiś czas po powstaniu mszał trafił do Budy, gdzie stanowił część kolekcji królewskiej Macieja Korwina. Zagrabiony w 1526 roku przez Turków został wywieziony do Stambułu i włączony do zbiorów biblioteki pałacu Topkapı, gdzie znajduje się do dziś. Wydanie krytyczne mszału ogłosili w 1891 roku Vatroslav Jagić, Lajos Thallóczy i Franz Wickhoff. W 1973 roku opublikowano jego faksymile wraz z transkrypcją na alfabet łaciński.